# Patrik Auda
Patrik Auda (ur. 29 sierpnia 1989 w Brnie) – czeski koszykarz, występujący na pozycji silnego skrzydłowego, aktualnie zawodnik Jokohama B-Corsairs.
21 sierpnia 2015 podpisał umowę z zespołem AZS-u Koszalin. 22 marca 2016 rozwiązał umowę z koszalińskim klubem, aby dołączyć do hiszpańskiego Bàsquet Manresa. 12 lipca 2017 został zawodnikiem Rosy Radom.
14 lipca 2020 dołączył do japońskiego Jokohama B-Corsairs.

## Osiągnięcia
Stan na 3 września 2022, na podstawie, o ile nie zaznaczono inaczej.
NCAA
- 3–krotnie wybierany do składu Big East Academic All-Star (2011–2013)
- Zaliczony do NABC Honor Roll (2014)

Indywidualne
- MVP II kolejki Ligi Endesa (2016/17)

Reprezentacja
- Uczestnik:
  - mistrzostw Europy (2015 – 7. miejsce, 2022[8])
  - Uniwersjady (2011 – 11. miejsce)
  - kwalifikacji do:
    - Eurobasketu (2014)
    - igrzysk olimpijskich (2016 – 3. miejsce)

## Statystyki

### W rozgrywkach akademickich
| Sezon     | Drużyna                   | M  | S5 | MPG  | FG%   | 3P%   | FT%   | RPG | APG | SPG | BPG | PPG |
| --------- | ------------------------- | -- | -- | ---- | ----- | ----- | ----- | --- | --- | --- | --- | --- |
| 2010/2011 | Seton Hall Pirates (NCAA) | 24 | 1  | 15,3 | 46,4% | 40,7% | 66,7% | 2,5 | 0,5 | 0,4 | 0,4 | 3,2 |
| 2011/2012 | Seton Hall Pirates (NCAA) | 34 | 26 | 24,0 | 50,3% | 33,3% | 65,1% | 4,0 | 1,1 | 0,7 | 0,3 | 6,8 |
| 2012/2013 | Seton Hall Pirates (NCAA) | 5  | 2  | 25,4 | 50,0% | 16,7% | 62,5% | 3,4 | 1,2 | 0,6 | 0,4 | 7,6 |
| 2013/2014 | Seton Hall Pirates (NCAA) | 27 | 21 | 24,4 | 53,6% | 33,3% | 75,8% | 4,5 | 1,5 | 0,6 | 0,4 | 9,6 |

### W rozgrywkach krajowych
| Sezon     | Drużyna                          | M  | S5 | MPG  | FG%   | 3P%   | FT%   | RPG | APG | SPG | BPG | PPG  |
| --------- | -------------------------------- | -- | -- | ---- | ----- | ----- | ----- | --- | --- | --- | --- | ---- |
| 2014/2015 | Polfarmex Kutno (PLK)            | 27 | 24 | 26,9 | 60,0% | 26,0% | 80,5% | 4,3 | 1,6 | 0,7 | 0,2 | 13,7 |
| 2015/2016 | AZS Koszalin (PLK)               | 26 | 11 | 28,4 | 49,3% | 34,8% | 75,0% | 6,5 | 1,5 | 0,9 | 0,4 | 14,4 |
| 2015/2016 | Manresa (ACB)                    | 10 | 7  | 23,6 | 42,0% | 37,5% | 79,4% | 4,6 | 0,6 | 0,7 | 0,2 | 9,1  |
| 2016/2017 | Manresa (ACB)                    | 25 | 21 | 23,9 | 52,7% | 48,6% | 81,4% | 3,9 | 0,8 | 0,4 | 0,0 | 9,6  |
| 2017/2018 | Rosa Radom (PLK)                 | 35 | 21 | 23,2 | 55,7% | 33,9% | 76,0% | 4,7 | 1,2 | 0,5 | 0,2 | 13,1 |
| 2017/2018 | Scandone Avellino (Lega A)       | 4  | 0  | 17,8 | 67,9% | –     | 78,6% | 2,5 | 0,0 | 0,5 | 0,3 | 12,3 |
| 2018/2019 | Pistoia Basket 2000 (Lega A)     | 27 | 22 | 25,0 | 52,2% | 35,5% | 69,1% | 4,6 | 0,9 | 0,6 | 0,2 | 11,2 |
| 2019/2020 | Boulazac Basket Dordogne (Pro A) | 25 | 19 | 22,0 | 61,2% | 50,0% | 71,0% | 3,7 | 0,8 | 0,3 | 0,2 | 12,4 |

### W rozgrywkach międzynarodowych
| Sezon     | Drużyna                    | M  | S5 | MPG  | FG%   | 3P%   | FT%   | RPG | APG | SPG | BPG | PPG  |
| --------- | -------------------------- | -- | -- | ---- | ----- | ----- | ----- | --- | --- | --- | --- | ---- |
| 2017/2018 | Rosa Radom (Liga Mistrzów) | 16 | 16 | 24,8 | 54,9% | 15,8% | 71,6% | 5,9 | 0,9 | 0,8 | 0,0 | 12,3 |